# Jurij Ferrini
Jurij Ferrini (Napoli, 9 settembre 1970) è un attore e regista teatrale italiano.

## Biografia
Attore e regista teatrale, dopo essersi diplomato al Liceo Scientifico di Ovada frequenta dal 1991 al 1994 la Scuola di Recitazione del Teatro Stabile di Genova, diplomandosi attore nel 1994. Nel 1997 fonda il Progetto U.R.T., una Compagnia Teatrale Indipendente, la quale nel 1999 otterrà il riconoscimento dal Ministero per i Beni e le Attività Culturali. All'interno della compagnia opererà come attore e regista. Nel frattempo lo Stabile genovese in poche stagioni fa di lui uno degli attori di riferimento per i ruoli primari (Lo storpio di Inishmaan di Martin McDonagh e Der Totmacher di R. Karmakar e M. Farin, entrambi diretti da Marco Sciaccaluga).
A Genova incontra registi di fama internazionale come Benno Besson, Alfredo Arias e Matthias Langhoff, con il quale interpreta protagonisti del calibro di Klestakhov ne L'ispettore generale di Gogol e Filottete di Muller. Firma la regia di Tutto per bene di Pirandello, in cui Gianrico Tedeschi interpreta il ruolo principale, vincendo il Premio Gassman come "Miglior spettacolo dell'anno". Il 20 settembre 2003 vince il Premio Olimpico di Vicenza, organizzato dall'ETI, nella categoria “Miglior attore emergente”.
Dal 2005 ha lavorato con il Teatro Stabile di Torino, collaborando con importanti registi italiani come Gabriele Vacis, Beppe Rosso e Cristina Pezzoli. Nel 2005 è Romeo nel Romeo&Juliet di William Shakespeare per la regia di Gabriele Vacis. Il 2005 è anche l'anno de La locandiera di Carlo Goldoni e il 2006 quello di Riccardo III e Ultimo Macbeth di Shakespeare, di cui firma anche la regia. Nel 2006 interpreta Alan Turing nella prima nazionale per l'Italia di Breaking the code di Hugh Whitemore, con la regia di Luca Giberti. Nel 2009 porta in tournée in Italia La locandiera, nel 2012 I rusteghi con la regia di Gabriele Vacis. Nel 2010 porta in scena nei teatri italiani Lo zoo di vetro di Tennessee Williams.
Nel 2012 recita nei film di Sophie Chiarello Ci vuole un gran fisico e Passione sinistra, regia di Marco Ponti. Sempre in quell'anno cura la regia di Aspettando Godot di Samuel Beckett, recitando come attore al fianco di Natalino Balasso, Angelo Tronca e Michele Schiano di Cola. Nel 2013 ha allestito La mandragola di Niccolò Machiavelli con Paolo Bonacelli. Dal 2014 collabora con il Teatro Stabile di Torino, firmando la regia di Cyrano de Bergerac di Rostand e de L'avaro di Molière.
Nel 2016 mette in scena Misura per misura di William Shakespeare nella traduzione di Cesare Garboli. Sempre nel 2016 fonda e ricopre la carica di direttore didattico della "Shakespeare School", una scuola di perfezionamento per attori, con sede a Moncalieri. Al corpo docenti della scuola appartengono attori e registi quali Gabriele Vacis, Cristina Pezzoli, Valerio Binasco, Natalino Balasso, Ascanio Celestini, Marco Lorenzi e Francesco Origo. Nel 2017 firma la regia ed è protagonista de Le baruffe chiozzotte di Carlo Goldoni, nella traduzione di Natalino Balasso, sempre in collaborazione con il Teatro Stabile di Torino.
Nel 2018 porta sulle scene una commedia da lui stesso riscritta e interpretata, dioPluto, tratta dal Pluto di Aristofane. Nel maggio del medesimo anno è in scena al Teatro Carignano di Torino con lo spettacolo "Cuore/Tenebra" per la regia di Gabriele Vacis. A cavallo tra il 2018 e il 2019 porta in scena Lucido di Rafael Spregelburd. Nell'estate del 2019 debutta in prima nazionale al Festival teatrale di Borgio Verezzi (in provincia di Savona) la nuova commedia da lui diretta ed interpretata, I due gemelli, una riscrittura, a cura dell'amico e collega Natalino Balasso, della celebre opera goldoniana.
Nel 2021, per il Teatro Stabile di Torino firma la regia di Morte di un commesso viaggiatore, di Arthur Miller, recitando anche da protagonista. Lo stesso anno, in collaborazione con il 55º Festival Teatrale di Borgio Verezzi, dirige e interpreta Sogno di una notte di mezza estate, di William Shakespeare. Nel 2022, è diretto come interprete da Valerio Binasco in Ifigenia/Oreste, produzione Teatro Stabile di Torino. Per il ruolo di Menelao, vince il Premio Le Maschere del Teatro Italiano come "miglior attore non protagonista". Nel 2023, dirige e interpreta Otello di William Shakespeare, una produzione Teatro Stabile di Torino e Progetto U.R.T. Lo stesso anno è nuovamente diretto da Valerio Binasco in Sei personaggi in cerca d'autore, di Luigi Pirandello. 

## Teatro (parziale)
- Il calapranzi, di H. Pinter, regia di Jurij Ferrini (1996)
- Cymbeline, King of Britain, di W. Shakespeare, regia di Jurij Ferrini (1997)
- Aspettando Godot, di S. Beckett, regia di Jurij Ferrini (1998)
- Racconto d’inverno, di W. Shakespeare, regia di Jurij Ferrini (1998)
- Lo storpio di Inishmaan, regia di Marco Sciaccaluga  (1998)
- Der Totmacher, regia di Marco Sciaccaluga (1999)
- Mandragola, di N. Machiavelli, regia di Jurij Ferrini (2000)
- Schweyk nella seconda guerra mondiale, di B. Brecht, regia di Jurij Ferrini in co-produzione con il Teatro Stabile di Genova (2001)
- La collezione, di H. Pinter, regia di Jurij Ferrini (2001)
- Misura per misura, di W. Shakespeare, regia di Jurij Ferrini (2002)
- Tutto per bene, regia di Jurij Ferrini (2003)
- Mojo Mickybo, di O. McCafferty, regia di Jurij Ferrini (2003)
- Ivanov, di A. Cechov, regia di Jurij Ferrini (2004)
- L'alchimista, di Ben Jonson, regia di Jurij Ferrini (2004)
- Romeo et Juliet, regia di Gabriele Vacis, con Jurij Ferrini in co-produzione con il Teatro Stabile di Torino (2005)
- La locandiera, di C. Goldoni, regia di Jurij Ferrini (2005)
- Riccardo III, di W. Shakespeare, regia di Jurij Ferrini (2006)
- Caffè concerto, monologo scritto, diretto e interpretato da Jurij Ferrini (2006)
- La notte araba, regia di Sergio Maifredi (2006)
- Timone d'Atene, regia di Jurij Ferrini (2006)
- Turing - Breaking The Code, regia di Luca Giberti (2007)
- Timone d'Atene, di W. Shakespeare, regia di Jurij Ferrini, con Pino Quartullo (2007)
- Macbeth, di W. Shakespeare, regia di Jurij Ferrini in co-produzione con il Teatro Regionale Alessandrino (2008)
- Jack&Jill o la commedia dell'amore, regia di Beppe Rosso (2009)
- Lo zoo di vetro, di T. Williams, regia di Jurij Ferrini (2009)
- La figlia di Iorio, di G. D’Annunzio, regia di Jurij Ferrini (2010)
- Glengarry Glen Ross, di D. Mamet, regia di Cristina Pezzoli (2010)
- A Francesco, di D. Gatti, regia di Jurij Ferrini (2011)
- Rodaggio matrimoniale, di T. Williams, regia di Jurij Ferrini (2012)
- Mandragola, di N. Machiavelli, regia di Jurij Ferrini, con Paolo Bonacelli (2013), produzione Compagnia Progetto URT.
- Il bacio della vedova, di I. Horovitz, regia di Jurij Ferrini (2013)
- Colpi di timone, di G. Govi e V. La Rosa, regia di Jurij Ferrini (2014)
- Cyrano de Bergerac, di E. Rostand, regia di Jurij Ferrini in collaborazione con Fondazione del Teatro Stabile di Torino (2014)
- Dovevate rimanere a casa, coglioni, di R. García, regia di Jurij Ferrini (2015), produzione Compagnia Progetto URT
- L'avaro, di Molière, regia di Jurij Ferrini (2015), produzione Teatro Stabile di Torino.
- I Manezzi pe maja na figgia, di N. Bacigalupo, regia di Jurij Ferrini in co-produzione con il Teatro Stabile di Genova (2016)
- Misura per misura, di W. Shakespeare, regia di Jurij Ferrini, in collaborazione con Fondazione del Teatro Stabile di Torino e con il Teatro Carcano di Milano (2016)
- Le baruffe chiozzotte di C. Goldoni, nella traduzione di Natalino Balasso, produzione Teatro Stabile di Torino (2017)
- dioPluto di Jurij Ferrini, regia Jurij Ferrini (2018), produzione Compagnia Progetto URT
- Cuore/Tenebra, di G. Vacis, regia di Gabriele Vacis, produzione Teatro Stabile di Torino
- Lucido, di R. Spregelburd, regia di Jurij Ferrini (2019), produzione Compagnia Progetto URT
- I due gemelli, di Natalino Balasso, regia di Jurij Ferrini, ispirata all'opera I due gemelli veneziani di Carlo Goldoni (2019) in collaborazione con il Festival teatrale di Borgio Verezzi (SV), produzione Compagnia Progetto URT
- Morte di un commesso viaggiatore, di Arthur Miller, regia di Jurij Ferrini, produzione Teatro Stabile di Torino (2021)
- Sogno di una notte di mezza estate, di William Shakespeare, Progetto U.R.T. in collaborazione con 55º Festival Teatrale di Borgio Verezzi, regia di Jurij Ferrini (2021)
- Ifigenia/Oreste, di Euripide, regia di Valerio Binasco, produzione Teatro Stabile di Torino (2022)
- Otello, di William Shakespeare, regia di Jurij Ferrini, produzione Teatro Stabile di Torino in collaborazione con Progetto U.R.T. (2023)
- Sei personaggi in cerca d'autore di Luigi Pirandello, regia di Valerio Binasco, Teatro Stabile di Torino (2023)

## Filmografia

### Cinema
- Noi credevamo, regia di Mario Martone (2010)
- Ci vuole un gran fisico, regia di Sophie Chiarello (2012)
- Passione sinistra, regia di Marco Ponti (2012)

### Televisione
- Nebbie e delitti, regia di Giampaolo Tescari (2005)
- Distretto di Polizia 5, regia Lucio Gaudino – serie TV, episodio 5x03 (2005)
- Innocenti e Buonadonna, regia di Giulio Manfredonia (2010)
- Caruso, regia di Stefano Reali (2012)